# 1874
1874 (MDCCCLXXIV) a fost un an obișnuit al calendarului gregorian, care a început într-o zi de joi.

## Evenimente

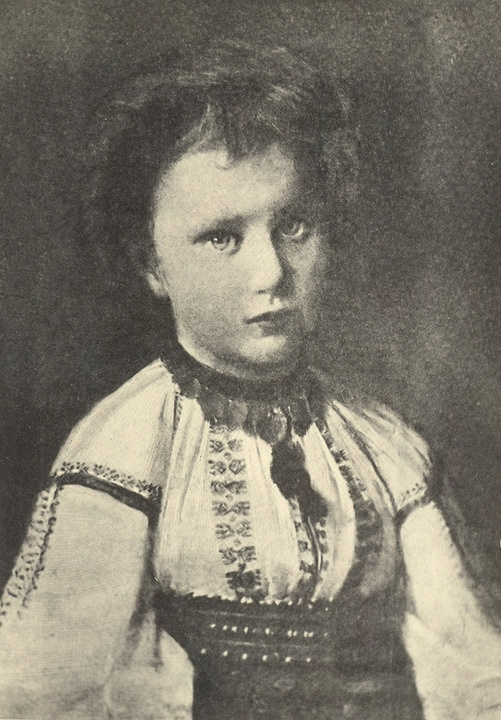
9 aprilie: Moare Prințesa Maria, singurul copil al domnitorului Carol, la numai 3 ani și 6 luni, bolnavă de scarlatină.

### Ianuarie
- 22 ianuarie: Alegeri legislative în Canada. Partidul Liberal condus de Alexander Mackenzie câștigă în fața conservatorilor.
- 23 ianuarie: Are loc căsătoria Ducelui de Edinburgh, al doilea fiu al Reginei Victoria, cu Marea Ducesă Maria Alexandrovna a Rusiei, singura fiică a țarului Alexandru al II-lea al Rusiei. Al doilea copil al cuplului va fi Regina Maria a României.

### Martie
- 16 martie: HMS Challenger a fost primul vapor care a traversat Cercul polar.

### Aprilie
- 9 aprilie: Moare Prințesa Maria, singurul copil al domnitorului Carol, la numai 3 ani și 6 luni, bolnavă de scarlatină.

### Iulie
- 1 iulie: Se deschide prima grădină zoo publică în SUA, la Philadelphia.

### Septembrie
- 26 septembrie: În București se desfășoară un concurs internațional de tir, prima competiție internațională din analele sportului românesc.

### Noiembrie
- 8 noiembrie: București: În fața Universității are loc inaugurarea statuii ecvestre a lui Mihai Viteazul, sculptată de francezul Albert-Ernest Carrier-Belleuse.

## Arte, știință, literatură și filozofie
- A avut loc, la Viena, premiera operei Liliacul de Johann Strauss fiul
- Alexandru Odobescu publică Pseudokineghetikos
- Camille Corot pictează Femeie în albastru
- Chimistul englez C.R. Alder Wright a sintetizat pentru prima oară heroina.
- Edgar Degas pictează Școala de dans
- Jules Verne publică The Mysterious Island (Insula misterioasă)
- Titu Maiorescu publică Critice

## Nașteri
- 8 ianuarie: Prințesa Elisabeta Maria de Bavaria (d. 1957)
- 21 ianuarie: René-Louis Baire,  matematician francez (d. 1932)
- 1 februarie: Hugo von Hofmannsthal, dramaturg, poet și eseist austriac (d. 1929)
- 3 martie: Nicolae Rădescu, general și om politic român, prim-ministru (1944-1945), (d. 1953)
- 19 martie: Nikolai Berdiaev, filosof religios rus (d. 1948)
- 24 martie: Harry Houdini, magician american de origine evreiască (d. 1926)
- 26 martie: Robert Frost, poet american (d. 1963)

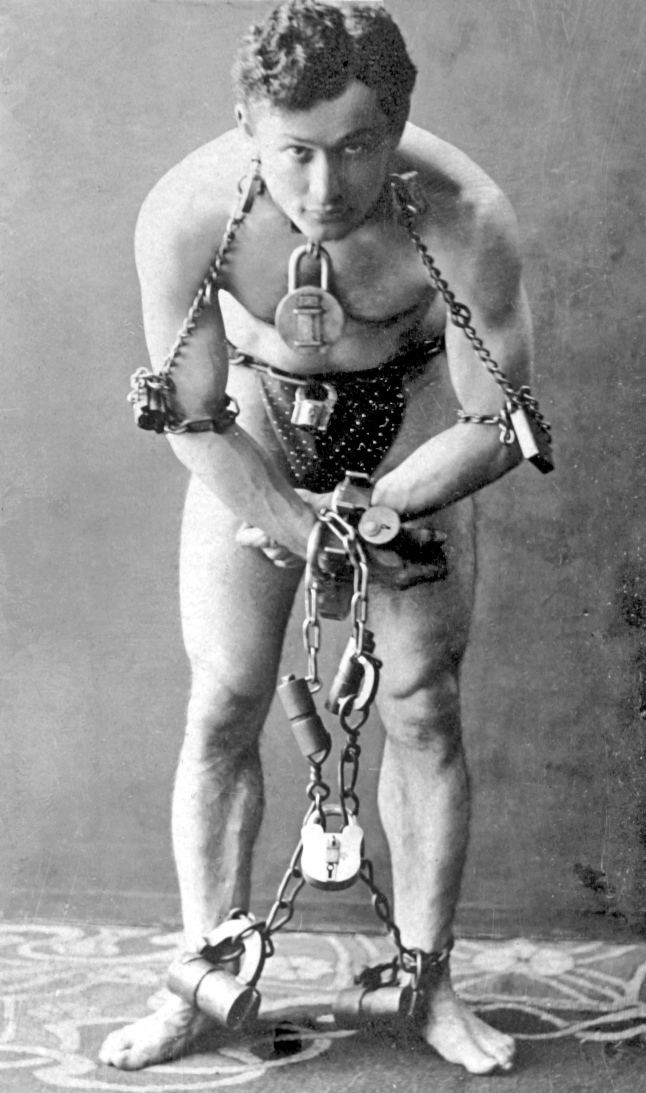
Harry Houdini, magician american
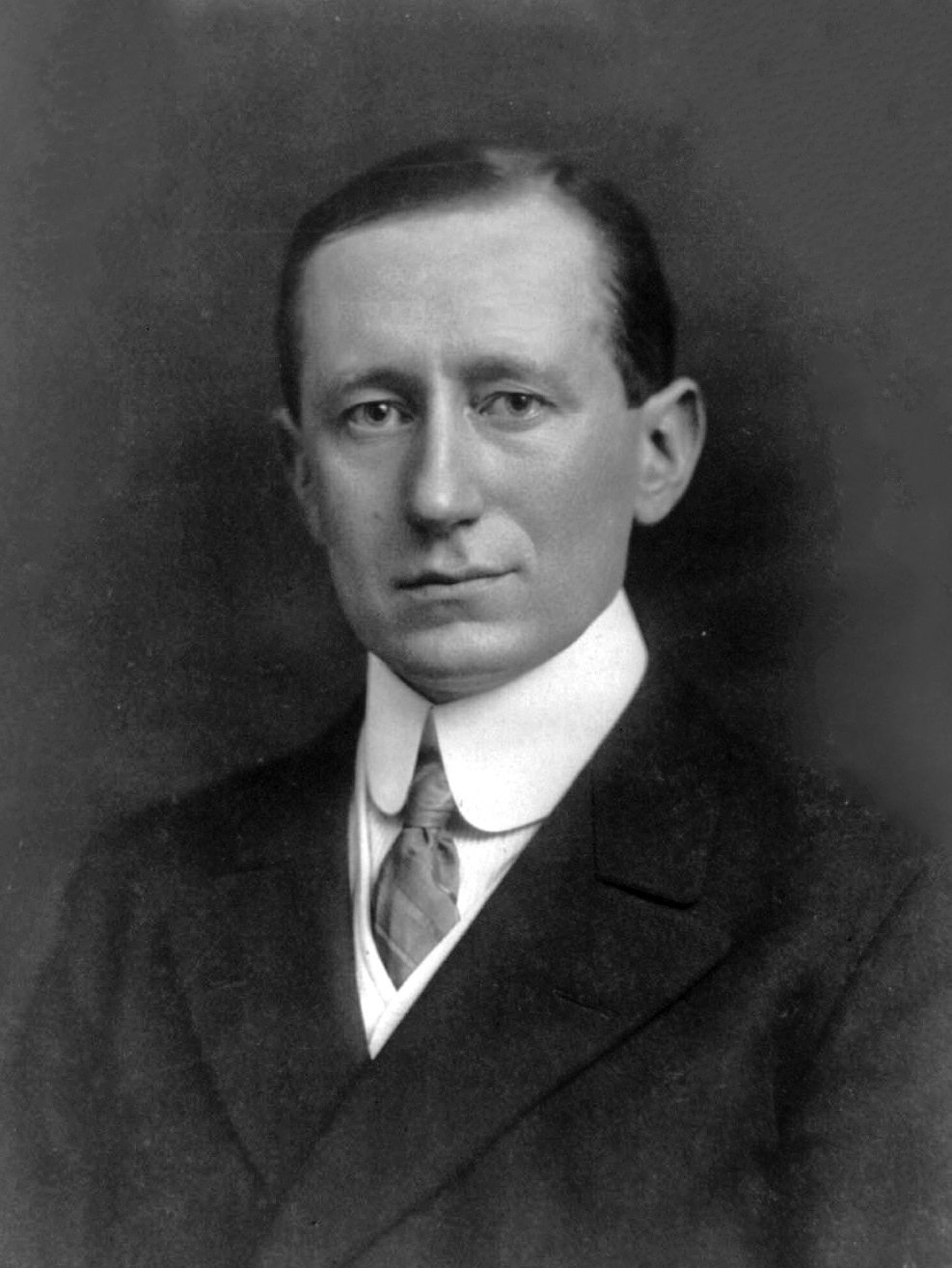
Guglielmo Marconi, inginer și fizician italian
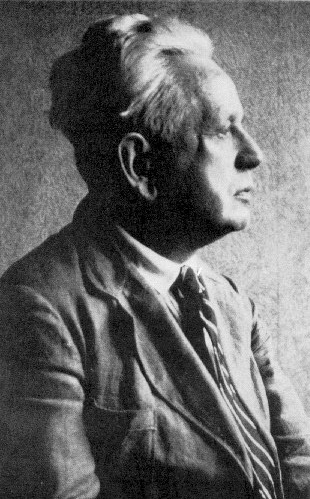
Ernst Cassirer, filosof german
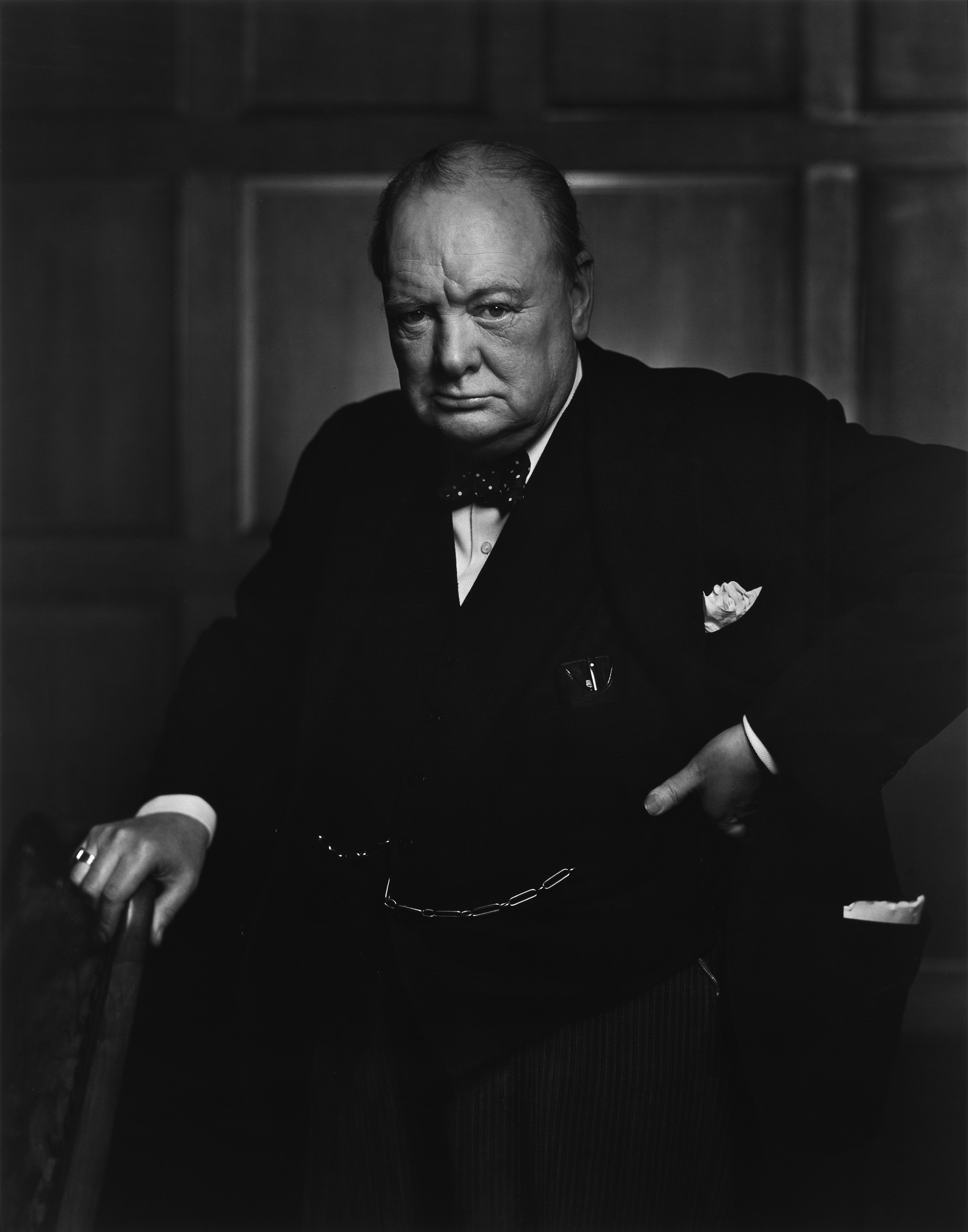
Winston Churchill, prim-ministru al Regatului Unit

- 14 aprilie: Alexander Cambridge, Conte de Athlone (d. 1957)
- 15 aprilie: Johannes Stark, fizician german (d. 1957)
- 25 aprilie: Guglielmo Marconi, inginer și fizician italian (d. 1937)
- 12 mai: Arhiducele Petru Ferdinand, Prinț de Toscana (d. 1948)
- 26 mai: Henri Farman, aviator, proiectant și fabricant de avioane francez, de origine engleză (d. 1958)
- 29 mai: G.K. Chesterton, scriitor, jurnalist și gânditor englez (d. 1936)
- 1 iunie: Macedonio Fernández, scriitor și filozof argentinian (d. 1952)
- 17 iunie: Rufino Blanco-Fombona, scriitor și om politic venezuelean (d. 1944)
- 10 august: Herbert Hoover, al 31-lea președinte Președinte al Statelor Unite (1929-1933), (d. 1964)
- 18 august: Prințesa Ana de Muntenegru  (d. 1971)
- 22 august: Max Scheler, filosof german (d. 1928)
- 24 august: Karel Hlaváček, poet simbolist ceh (d. 1898)
- 4 septembrie: Jean d'Orléans, duce de Guise (d. 1940)
- 13 septembrie: Arnold Schoenberg, compozitor austriac (d. 1951)
- 15 octombrie: Constantin Ion Parhon, medic endocrinolog și neuropsihiatru român (d. 1968)
- 15 octombrie: Alfred, Prinț de Saxa-Coburg și Gotha (d. 1899)
- 30 noiembrie: Paul Zarifopol, istoric, critic literar român (d. 1934)
- 30 noiembrie: Winston Churchill (n. Winston Leonard Spencer Churchill), politician britanic, prim-ministru al Regatului Unit (1940-1945 și 1951-1955), (d. 1965)
- 30 decembrie: Janko Jesenský,  poet, prozator, traducător și aristocrat slovac (d. 1945)

## Decese
- 17 ianuarie: Teresa, Prințesă de Beira, 80 ani (n. 1793)
- 8 februarie: David Strauss, 66 ani, teolog și scriitor german (n. 1808)
- 9 februarie: Jules Michelet, 75 de ani, istoric francez (n. 1798)
- 10 februarie: Eudoxiu Hurmuzachi, 61 ani, istoric, politician român (n. 1812)
- 8 martie: Millard Fillmore, 74 ani, al 13-lea președinte al SUA (1950-1953), (n. 1800)

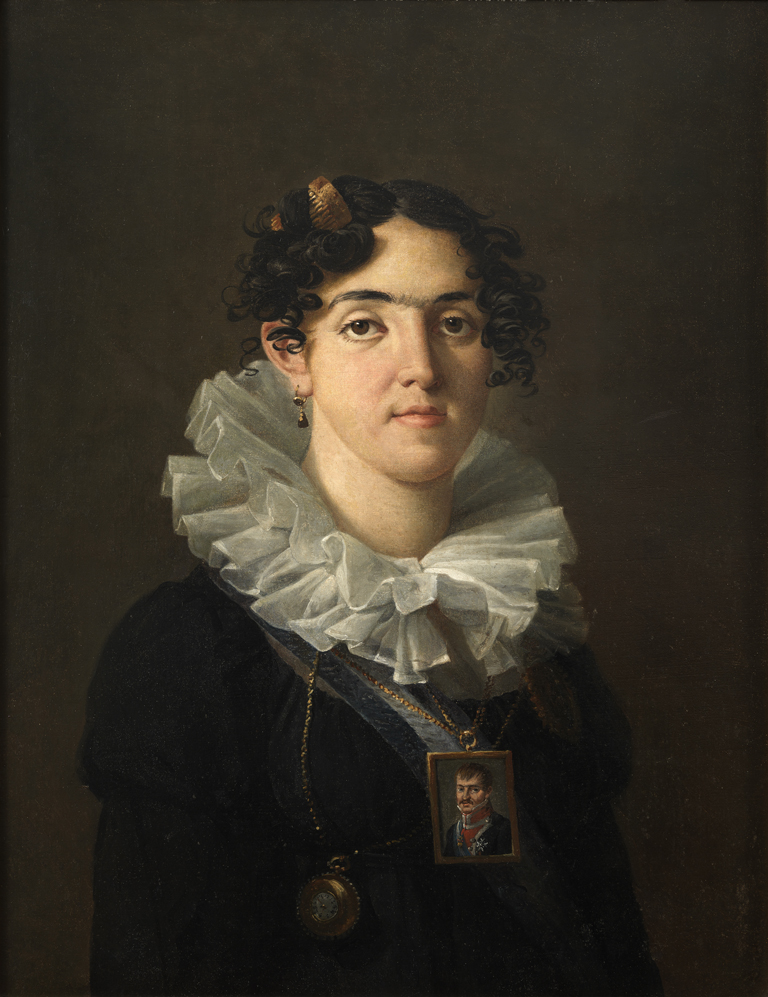
Teresa, Prințesă de Beira
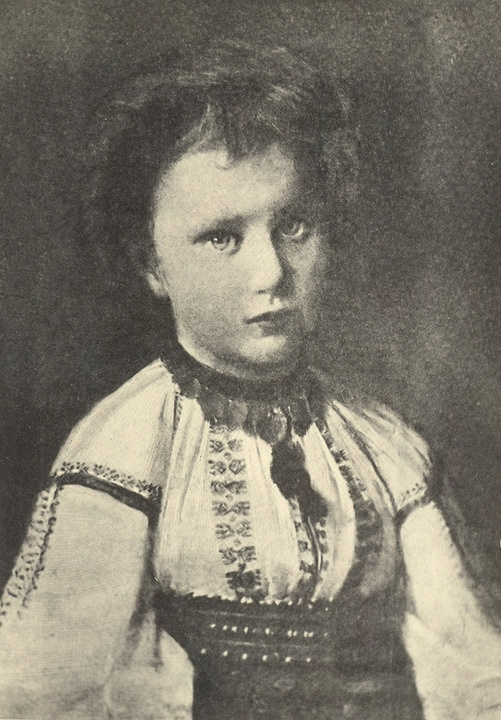
Prințesa Maria
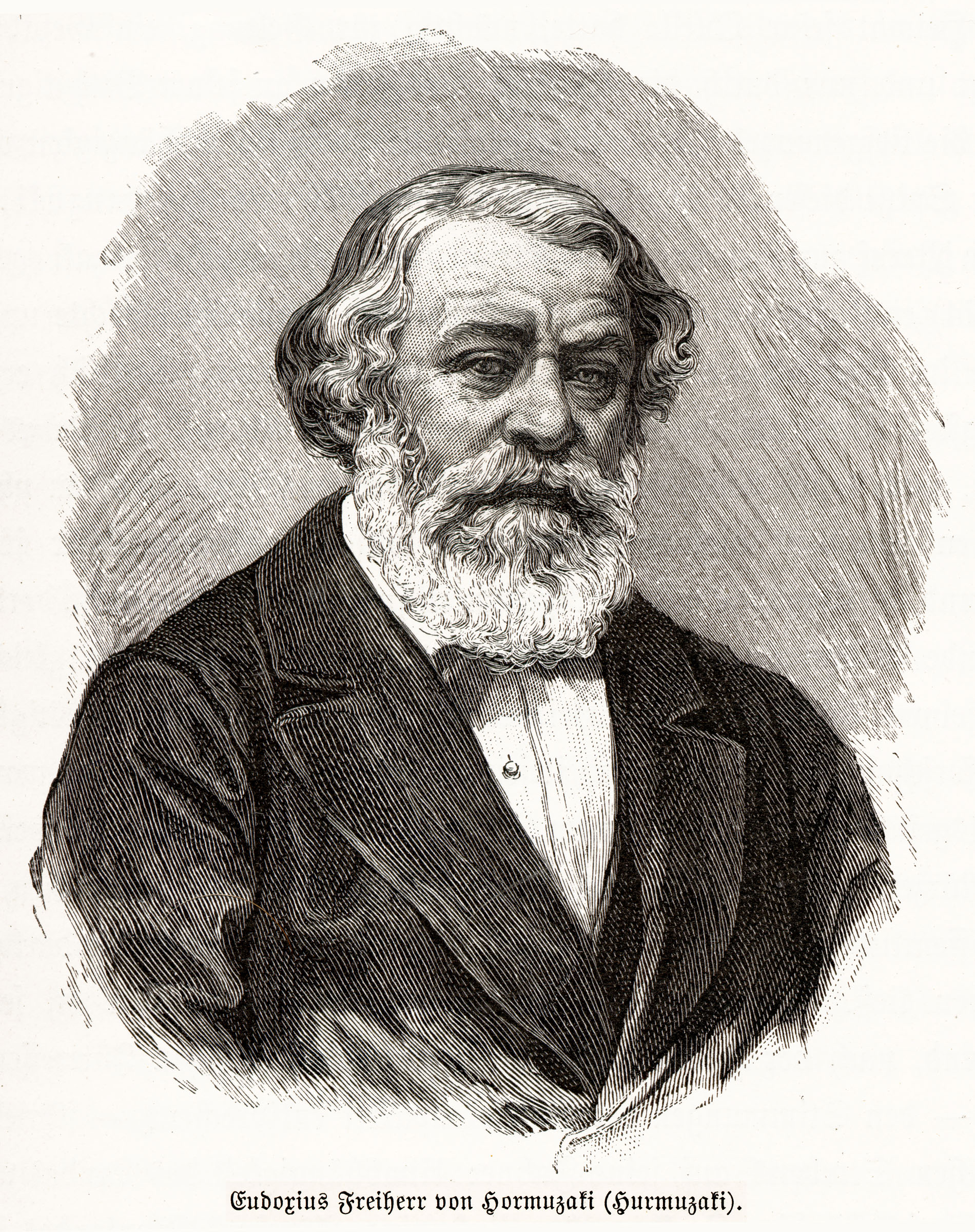
Eudoxiu Hurmuzachi, istoric, politician român
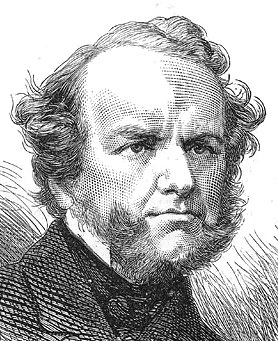
Howard Staunton, șahist englez
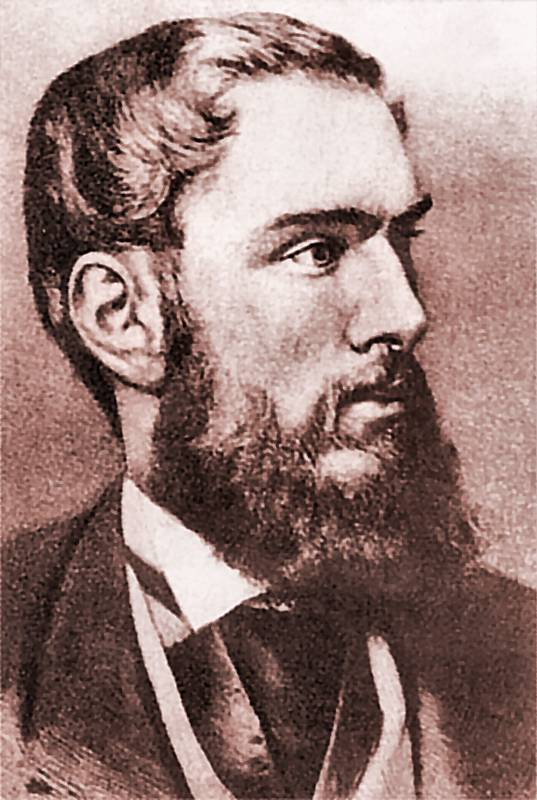
Maksymilian Gierymski, pictor polonez

- 9 aprilie: Prințesa Maria, 3 ani, singurul copil al Regelui Carol I al României și a Reginei Elisabeta (n. 1870)
- 22 iunie: Howard Staunton, 63 ani, șahist englez  (n. 1810)
- 27 august: Ștefan Golescu, 65 ani, prim-ministru al României (1867-1868), (n. 1809)
- 16 septembrie: Maksymilian Gierymski, 28 ani, pictor polonez (n. 1846)
- 5 octombrie: Francis Walker, 65 ani, entomolog englez (n. 1809)
- 20 noiembrie: Arhiducele Karl Ferdinand de Austria, 56 ani (n. 1818)